# Neumarkt an der Ybbs
Neumarkt an der Ybbs è un comune austriaco di 1 904 abitanti nel distretto di Melk, in Bassa Austria; ha lo status di comune mercato (Marktgemeinde).